# Grupo Bezanilla
RBR Radios o más conocido como el Grupo Bezanilla fue un consorcio radial chileno, propietario de las radios Infinita, Tiempo y Romántica, desde el año 1977 hasta su venta a Grupo Bethia en 2017. Compitió con Ibero Americana Radio Chile del grupo español Prisa, Grupo Dial de Copesa y 13 Radios, del Grupo Luksic. Fue fundado por el empresario radial Ricardo Bezanilla Renovales, quien fuese presidente de la Asociación de Radiodifusores de Chile (Archi), cuando este fundó la primera de las 3 radioemisoras que actualmente están a cargo del consorcio: Radio Infinita.
Fue uno de los conglomerados radiales más antiguos de Chile, siendo solamente superado en antigüedad por la Compañía Chilena de Comunicaciones, la cual es propietaria de Radio Cooperativa.
El grupo fue administrado por la familia Bezanilla-Montes, luego de la muerte del fundador del consorcio radial Ricardo Bezanilla Renovales a los 70 años, el 23 de junio de 2011, a causa de un cáncer. Como homenaje y como expresión de duelo durante los dos días siguientes a la muerte de Bezanilla, Radio Infinita y Romántica FM, no emitieron programas radiales al aire y emitieron una programación especial con música suave e instrumental.
Finalmente el 2 de mayo de 2017, se firmó un acuerdo vinculante con Mega (parte del Grupo Bethia), para adquirir este grupo radial. El 24 de agosto de 2017, se autorizó la venta. El 1 de diciembre de 2017 comenzó la nueva administración de Mega.

## Emisoras
- Radio Infinita (fundada el 7 de septiembre de 1977)
- FM Tiempo (fundada el 2 de noviembre de 1984)
- Romántica FM (fundada el 27 de julio de 1990)

## Emisoras desaparecidas
- Radio Antena Uno (1986-1991), ubicada en el CB-130 AM de Santiago. En junio de 1991 Ricardo Bezanilla la vendió a la Corporación La Morada, dando paso a Radio Tierra
- Radio Classica FM (1988-1999), ubicada en el 97.1 MHz de Santiago, cuyo dueño y director ejecutivo era el locutor César Antonio Santis Torrent. En agosto de 1999, Santis, Ricardo Bezanilla y Carlos Alberto Peñafiel Guarachi, la vendieron al Consorcio Radial de Chile, dando paso a Radio Caracol-Classica (luego Caracol Música).
- Radio Amadeus FM (2007-2010), ubicada en el 95.3 MHz de Santiago.
- Radio 95 Tres FM (2010-2012), sucesora de Amadeus, era una radio que emitía música de géneros musicales como el soul, el R&B, el funk, el jazz y el pop. En enero de 2012, la licencia fue cedida al Grupo Bethia, cuya radio de corte tropical (Candela FM) reemplazó a la estación en tal frecuencia el 27 de marzo de 2012.

## Domicilios
Las direcciones de sus estudios, fue en Av. Los Leones 1285 (Infinita y Romántica) y Av. Los Leones 1267 (Tiempo), Providencia, Santiago de Chile.

## Frecuencias
La siguiente lista pertenece al listado de frecuencia que tenían hasta la venta al Grupo Bethia en diciembre de 2017.
| Región de Arica y Parinacota - Arica - 94.1 MHz Radio Infinita Región de Tarapacá - Iquique - 97.7 MHz Romántica FM - 98.3 MHz Radio Infinita Región de Antofagasta - Calama - 92.7 MHz Romántica FM - 105.3 MHz Radio Infinita - Antofagasta - 101.9 MHz Radio Infinita Región de Atacama - Caldera - 90.5 MHz Romántica FM - Copiapó - 99.5 MHz Romántica FM - 102.1 MHz Radio Infinita - Vallenar - 106.5 MHz Romántica FM Región de Coquimbo - La Serena/Coquimbo - 97.1 MHz Romántica FM - 103.3 MHz Radio Infinita - Ovalle - 106.5 MHz Romántica FM | Región de Valparaíso - Gran Valparaíso - 90.7 MHz Romántica FM - 92.1 MHz Radio Infinita - San Antonio - 89.7 Romántica FM - 90.9 MHz FM Tiempo - 104.3 MHz Radio Infinita - Papudo y Zapallar - 96.3 MHz FM Tiempo Región Metropolitana de Santiago - Gran Santiago - 95.9 MHz FM Tiempo - 100.1 MHz Radio Infinita - 104.1 MHz Romántica FM Región del Libertador General Bernardo O'Higgins - Rancagua - 95.7 MHz Radio Infinita - 104.7 MHz Romántica FM Región del Maule - Curicó - 91.5 MHz Radio Infinita - Talca - 105.1 MHz Radio Infinita - 106.3 MHz Romántica FM - Linares - 101.1 MHz Romántica FM Región del Bío-Bío - Chillán - 99.1 MHz Romántica FM - Gran Concepción - 97.3 MHz FM Tiempo - 102.9 MHz Romántica FM - 104.9 MHz Radio Infinita - Los Ángeles - 96.1 MHz Radio Infinita - 105.7 MHz Romántica FM | Región de la Araucanía - Temuco - 91.3 MHz Radio Infinita - 102.5 MHz Romántica FM Región de Los Ríos - Valdivia - 103.3 MHz Radio Infinita Región de los Lagos - Osorno - 97.5 MHz Romántica FM - 99.7 MHz Radio Infinita - Puerto Montt - 90.9 MHz Radio Infinita - 103.9 MHz Romántica FM - Puerto Varas - 91.3 MHz Radio Infinita - Castro - 102.9 MHz Romántica FM Región de Magallanes y de la Antártica Chilena - Punta Arenas - 103.7 MHz Radio Infinita - 106.3 MHz Romántica FM - Puerto Williams - 98.5 MHz Radio Infinita |